# Omloop Het Nieuwsblad 2024
79. ročník jednodenního cyklistického závodu Omloop Het Nieuwsblad se konal 24. února 2024 v Belgii. Vítězem se stal Slovinec Jan Tratnik z týmu Visma–Lease a Bike. Na druhém a třetím místě se umístili Němec Nils Politt a Belgičan Wout Van Aert. Závod byl součástí UCI World Tour 2024.

## Týmy
Závodu se zúčastnilo všech 18 UCI WorldTeamů a 7 UCI ProTeamů. Celkem startovalo 175 závodníků.
UCI WorldTeamy
- Alpecin–Deceuninck
- Arkéa–B&B Hotels
- Astana Qazaqstan Team
- Bora–Hansgrohe
- Cofidis
- Decathlon–AG2R La Mondiale
- EF Education–EasyPost
- Groupama–FDJ
- Ineos Grenadiers
- Intermarché–Wanty
- Lidl–Trek
- Movistar Team
- Soudal–Quick-Step
- Team Bahrain Victorious
- Team dsm–firmenich PostNL
- Team Jayco–AlUla
- Visma–Lease a Bike
- UAE Team Emirates

UCI ProTeamy
- Bingoal WB
- Israel–Premier Tech
- Lotto–Dstny
- Q36.5 Pro Cycling Team
- Team Flanders–Baloise
- Tudor Pro Cycling Team
- Uno-X Mobility

## Výsledky
| Pořadí | Jezdec                   | Tým                        | Čas        |
| ------ | ------------------------ | -------------------------- | ---------- |
| 1      | Jan Tratnik (SLO)        | Visma–Lease a Bike         | 4h 31' 28" |
| 2      | Nils Politt (GER)        | UAE Team Emirates          | + 3"       |
| 3      | Wout Van Aert (BEL)      | Visma–Lease a Bike         | + 8"       |
| 4      | Oliver Naesen (BEL)      | Decathlon–AG2R La Mondiale | + 8"       |
| 5      | Christophe Laporte (FRA) | Visma–Lease a Bike         | + 8"       |
| 6      | Laurenz Rex (BEL)        | Intermarché–Wanty          | + 8"       |
| 7      | Jasper Stuyven (BEL)     | Lidl–Trek                  | + 8"       |
| 8      | Tom Pidcock (GBR)        | Ineos Grenadiers           | + 8"       |
| 9      | Matteo Trentin (ITA)     | Tudor Pro Cycling Team     | + 8"       |
| 10     | Arnaud De Lie (BEL)      | Lotto–Dstny                | + 8"       |